# Gladewater
Gladewater est une ville américaine du sud-est des États-Unis, située dans l'État du Texas, dans les comtés de Gregg et d'Upshur. Sa population est de 6441 habitants en 2010.

## Géographie
Gladewater est située dans le sud-est des États-Unis, dans l'est de l'État du Texas, dans les comtés de Gregg et Upshur. La ville se situe à 19 km à l'ouest de Longview, à 16 km de Big Sandy, à 23 km de Gilmer, 40 km de Tyler et 65 km de la frontière avec la Louisiane. 

## Climat
Gladewater possède le climat de l'est du Texas, c'est-à-dire un climat tropical avec des hivers doux et humides et des ètés chauds et humides.

## Démographie
Gladewater possède une population de 6441 habitants et une densité de 214,6 hab/km² (2010).
Composition de la population en % (2000)
| Groupes         | Gladewater | Texas | États-Unis |
| --------------- | ---------- | ----- | ---------- |
| Blancs          | 76,3       | 32,8  | 55,7       |
| Hispaniques     | 3,5        | 37,6  | 16,7       |
| Autres          | 0          | 10,5  | 6,2        |
| Afro-Amèricains | 16,12      | 11,9  | 12,6       |
| Métis           | 1,09       | 2,7   | 2,09       |
| Asiatiques      | 0,58       | 3,8   | 4,8        |
| Améridiens      | 0,82       | 0,7   | 0,9        |
| Océaniens       | 0,02       | 0,1   | 0,2        |
| Total           | 100        | 100   | 100        |

### Personnalités originaires de Gladewater
- Michael Bowen (1953-), acteur
- Joe R. Lansdale  (1951-), écrivain
- Harding Lawrence (1920-2002), homme d'affaires
- Chris Johnson (1979-), footballeur américain
- John B.Sheppard (1915-1990), homme politique
- Kelcy Warren (1955-), homme d'affaires et milliardaire